# Nieuport 24
Il Nieuport 24 fu un caccia monomotore biplano sviluppato dall'azienda francese Société Anonyme des Établissements Nieuport negli anni dieci del XX secolo e prodotto, oltre che dalla stessa, nel Regno Unito dalla Nieuport & General Aircraft e nell'Impero russo (e nelle realtà russo-sovietiche che lo sostituirono) dalla Dux.
Introdotto nel 1916 venne impiegato inizialmente dalla Aéronautique Militaire, la componente aerea dell'Armée de terre (l'esercito francese), ed in breve tempo in entrambe le aeronautiche militari del Regno Unito, Royal Flying Corps (RFC) e Royal Naval Air Service (RNAS), durante le fasi della prima guerra mondiale rimanendo in servizio anche dopo il termine del conflitto in numerose forze aeree mondiali.

## Storia del progetto
Nell'ambito del costante impulso volto migliorare le prestazioni dei modelli da mettere a disposizione dei reparti aerei delle varie nazioni coinvolte nella prima guerra mondiale, necessario per potersi adeguare all'analogo sviluppo dei velivoli avversari, la Nieuport, su iniziativa del proprio capo progettista Gustave Delage, decise di avviare lo sviluppo di un nuovo modello derivato dal progenitore che diede origine a tutta la serie, il Nieuport 11.
L'impossibilità di poter migliorare le prestazioni del Nieuport 17 installando il più potente motore Salmson da 150 CV, date le maggiori dimensioni e peso, tale da compromettere l'equilibrio generale, suggerì a Delage di operare, a parità di motorizzazione, un affinamento generale dell'aerodinamica al fine di sfruttare al massimo le potenzialità dei propulsori già adottati, i rotativi Le Rhône. Il progetto del nuovo modello, che verrà identificato dall'azienda come 24, riprendeva la fusoliera a sezione ovale già introdotta nella versione più recente del suo predecessore, indicata come 17bis, abbinandola ad una nuova ala, simile nell'aspetto ma strutturalmente differente, ed un nuovo impennaggio che abbandonava le forme squadrate per elementi verticale e orizzontali di aspetto più rotondeggiante. L'ala, che mantenne la caratteristica configurazione biplano-sesquiplana, presentava un diverso bordo di attacco, ora realizzato con copertura in pannelli sagomati di compensato invece della semplice tela trattata del 17, ed un diverso profilo alare, più spesso.

## Tecnica
Il 24, sviluppo del precedente Nieuport 17bis del quale condivideva parte della cellula, era un velivolo che riproponeva l'aspetto generale, per l'epoca convenzionale, dei pari ruolo in servizio in quel momento durante il conflitto; monomotore in configurazione traente, monoposto, con velatura biplana e carrello fisso.
La fusoliera, costruita in legno e rivestita in tela, era caratterizzata da un singolo abitacolo aperto destinato al pilota e protetto da un parabrezza. Posteriormente terminava in un impennaggio classico monoderiva con piani orizzontali controventati.
La configurazione alare era del tipo biplano-sesquiplana, caratterizzata dalle ali dotate di un piccolo angolo di freccia, con l'ala superiore, montata alta a parasole e di maggiori dimensioni sia in apertura che in corda alare, ed inferiore, montata bassa, spostata verso coda e dotata di un leggero angolo di diedro, collegate tra loro da una coppia di montanti "a V", uno per lato, integrati da tiranti in cavetto d'acciaio. Anteriormente all'abitacolo era posto un castello tubolare che lo collegava all'ala superiore.
Il carrello d'atterraggio era un semplice biciclo anteriore fisso, con ruote collegate da un assale rigido, integrato posteriormente da un pattino d'appoggio ammortizzato montato sotto la coda.
La propulsione era affidata ad un motore Le Rhône 9J, un 9 cilindri rotativo a pistoni in grado di erogare, nella sua versione 9Jb, una potenza pari a 130 CV (118 kW) ed abbinato ad un'elica bipala in legno a passo fisso.

## Impiego operativo

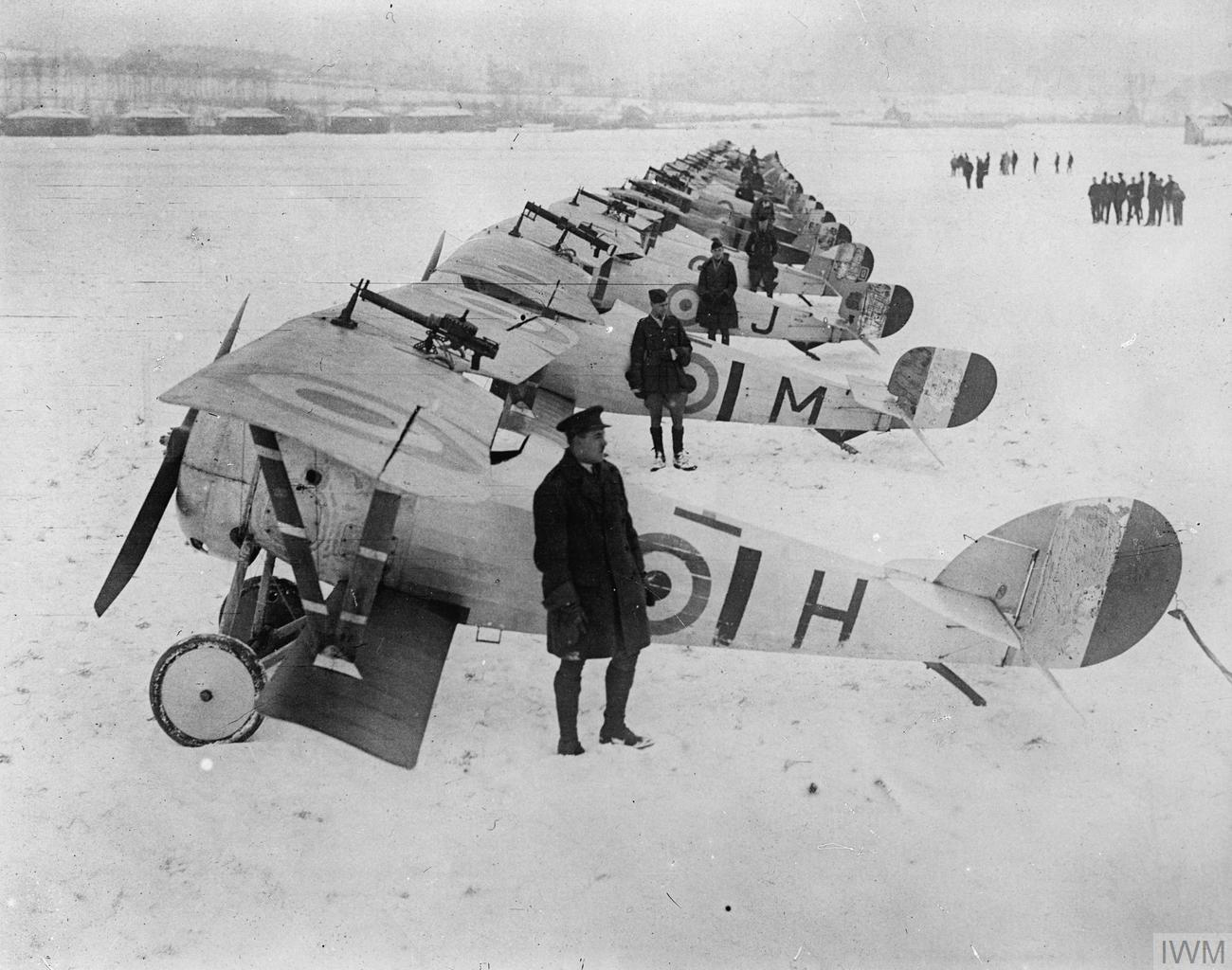
27 dicembre 1917: il No.1 Squadron RFC schierato con i Nieuport 27 e 24 presso Bailleul.

Nell'estate del 1917, quando iniziò la produzione dei Nieuport 24 e 24bis, la maggior parte delle squadriglie da caccia della francese Aéronautique Militaire stava sostituendo i Nieuport 17 con gli SPAD S.VII per cui molti dei nuovi caccia che non raggiunsero i reparti dislocati sul fronte occidentale furono destinati ai reparti di addestramento per la formazione dei nuovi piloti da caccia. I Nieuport 24 vennero inoltre destinati alle aeronautiche militari degli alleati della Francia, l'Impero russo e il Regno Unito; quest'ultimo li utilizzò anche nel 1918 a causa della carenza nella disponibilità dei Royal Aircraft Factory S.E.5as. Alcuni reparti francesi mantennero in linea i "24" fino al termine del 1917 anche in ragione della preferenza espressa da alcuni piloti, in particolare l'asso Charles Nungesser.
Il modello venne scelto anche per equipaggiare i reparti da caccia della Imperatorskij voenno-vozdušnyj flot, componente aerea dell'esercito imperiale russo che lo utilizzò durante il conflitto sul fronte orientale; in questo caso la fornitura venne effettuata dall'azienda Dux, con sede a Mosca, che ne acquistò la licenza di produzione. La Dux, che lo identificò semplicemente XIV indipendentemente dalla diversa foggia dell'impennaggio, continuò a produrlo anche dopo l'inizio della guerra civile russa. L'azienda, dopo essere stata occupata dalla parte comunista, continuò a fornire i reparti aerei dell'Armata Rossa per cui i nuovi esemplari finirono per scontrarsi con i velivoli ex imperiali utilizzati dalla contrapposta Armata Bianca. L'ultimo lotto "sovietico" entrò in servizio nella primavera del 1920 rimanendo nei reparti di prima linea durante la guerra sovietico-polacca e prendendo parte, nel 1921, alla repressione della rivolta di Kronštadt. Dopo il termine della guerra civile il Nieuport 24 rimase in servizio con compiti di seconda linea fino al 1925, utilizzato come addestratore per i piloti da caccia della nuova Voenno-vozdušnye sily SSSR, aeronautica militare della neofondata Unione Sovietica.
In Italia dal 1917 volavano gli esemplari della Escadrille N 92 i - N 392 - N 561 per la difesa di Venezia.

### Altre nazioni
- Emirato dell'Afghanistan: la componente aerea dell'esercito dell'allora emirato governato da Dost Mohammed operò con un singolo caccia Nieuport 24 donato dal governo sovietico nel settembre 1921 come parte dell'iniziale equipaggiamento della forza aerea, assieme ad un Farman HF.4 ed un Sopwith 1½ Strutter; al dicembre 1924 risultava ancora in carico.[5]
- Impero giapponese: nel 1917 il Giappone acquistò dalla Nieuport una licenza di produzione per il "24" al fine di equipaggiare la componente aerea dell'esercito imperiale. Costruiti dalla Nakajima Hikōki fino al 1919 gli aerei rimasero in servizio fino alla metà degli anni venti.[3]
- Stati Uniti d'America: l'American Expeditionary Forces acquistò, nel novembre 1917, per il proprio Air Service 140 Nieuport 24bis che utilizzò come aereo da addestramento nel 31st Aero Squadron.[6]

## Versioni
- 24:

- 24bis:

versione migliorata, equipaggiata con un diverso impennaggio, lo stesso utilizzato nel precedente Nieuport 17.

## Utilizzatori
Afghanistan
- Afghan Military Air Arm

 Francia
- Aéronautique Militaire

 Giappone
- Dai-Nippon Teikoku Kaigun Kōkū Hombu

operò con esemplari prodotti localmente con la designazione Type 2 Model 24 tra il 1917 ed il 1921.
 Grecia
- Ellinikí Vasilikí Aeroporía

 Russia
- Imperatorskij voenno-vozdušnyj flot

 Jugoslavia

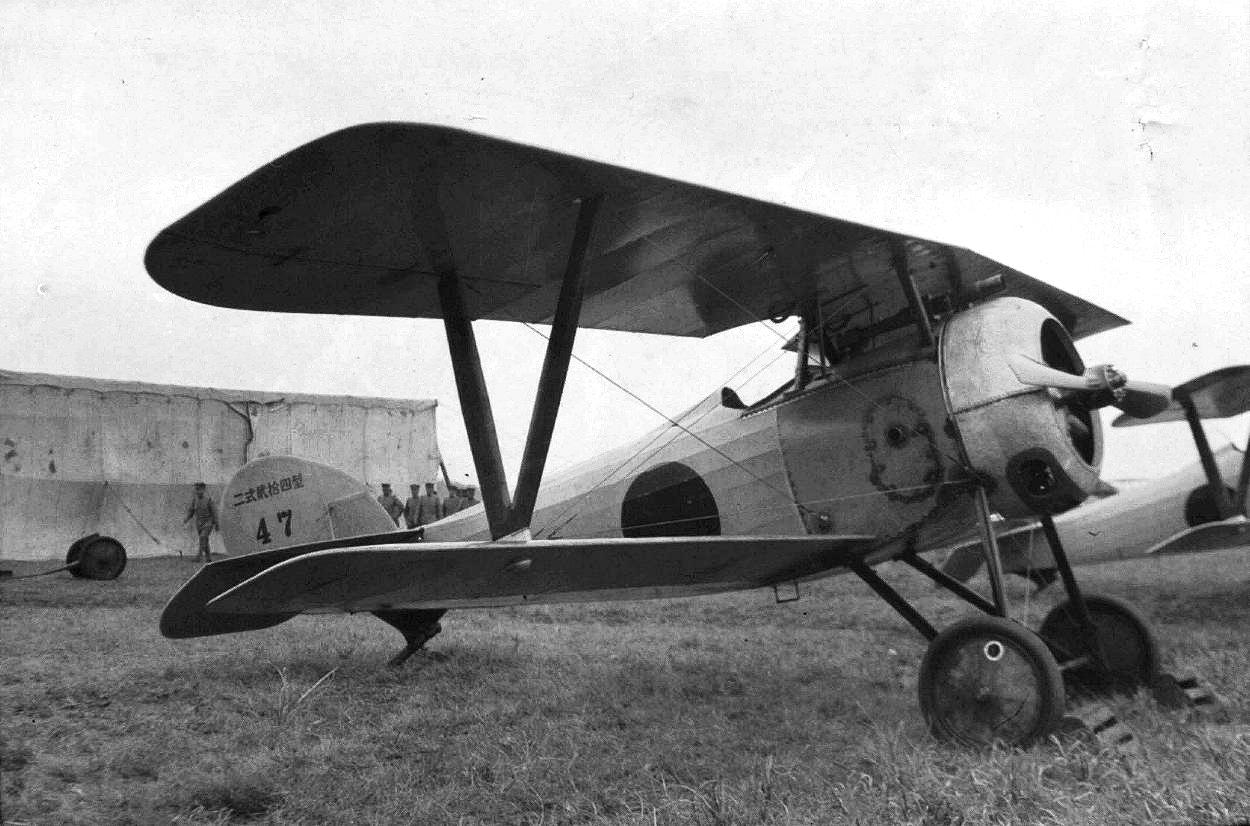
Un Nakajima Type 2 Model 24, designazione utilizzata dall'esercito giapponese per identificare il Nieuport 24.

- Jugoslovensko kraljevsko ratno vazduhoplovstvo i pomorska avijacija

 Lettonia
- Latvijas Gaisa Spēki

 Polonia
- Siły Powietrzne

 Regno Unito
- Royal Flying Corps[7]
- Royal Air Force[7]
- Royal Naval Air Service

 Romania
- Aeronautica Regală Românã

 Repubblica russa
- Armata Bianca russa

 RSFS Russa
- Raboče-Krest'janskij Krasnyj vozdušnyj flot

 Serbia
- Srpska aviatika

 Siam
- Krom Akat Sayam

 Stati Uniti
- American Expeditionary Forces Air Service
- Aviation Section, U.S. Signal Corps

 Turchia
- Hava Kuvvetleri Müfettişliği

 Unione Sovietica
- Voenno-vozdušnye sily SSSR

### Periodici
- Andersson Lennart. "Turbulent Origins: The First 30 Years of Aviation in Afghanistan". Air Enthusiast, No. 105, May/June 2003. pp. 19–27. ISSN 0143-5450.